# Hypolimnas misippus
Hypolimnas misippus (лат.) — вид дневных бабочек из семейства нимфалид (Nymphalidae).

## Описание
Крупные бабочки с пёстрой окраской. Длина переднего крыла 30—42 мм. Крылья самца чёрного цвета с крупными белыми пятнами в середине крыла. Крылья самки — оранжевые с чёрной
вершиной переднего крыла, несущей белую перевязь и пятна — мимикрирует под данаид, в частности Danaus chrysippus. Вдоль края крыла есть 3 ряда белых точек. Задние крылья самца на нижней стороне несут широкую белую перевязь, имеющую чёрное пятно у переднего края. Сверху на крыльях пятна широкие, на переднем крыле имеется крупное овальное пятно — в середине крыла и маленькое овальное пятно — у вершины; на заднем крыле — крупное округлое пятно.
Центральная ячейка переднего крыла замкнутая. Глаза голые. Губные щупики покрыты волосками. Центральная ячейка на задних крыльях может быть, как замкнутой, так и нет. На передних крыльях жилки R1, R2 не ветвятся и берут начало от центральной ячейки. R3, R4, R5 имеют общий ствол, который также начинается от центральной ячейки. К костальному краю переднего крыла выходят жилки R1 и R2, R3 выходит к вершине, а к внешнему краю крыла — R4, R5.

## Ареал
Япония, Корейский полуостров, тропики Старого и Нового Света.

## Биология
Кормовые растения гусениц: род Portulaca и Asystasia lawiana. Бабочки встречаются в любых открытых биотопах.
- Яйцо
- Гусеница
- Куколка
- Самец
- Самка